# Trzesieka
Trzesieka [tʂɛˈɕɛka] (tiếng Đức: Streitzig) là một ngôi làng thuộc khu hành chính của Gmina Szczecinek, thuộc huyện Szczecinecki, Zachodniopomorskie, ở phía tây bắc Ba Lan. Nó nằm khoảng 4 kilômét (2 mi)   về phía tây của Szczecinek và 140 km (87 mi) về phía đông của thủ đô khu vực Szczecin.
Trước năm 1945, khu vực này là một phần của Đức. Đối với lịch sử của khu vực, xem Lịch sử của Pomerania.